# Tagesmitteltemperatur
Die Tagesmitteltemperatur, auch Tagesdurchschnittstemperatur, wird in Deutschland seitens des Deutschen Wetterdienstes seit dem 1. April 2001 durch Bilden des Mittelwerts aller zur vollen Stunde gemessenen Lufttemperaturwerte (TL) von 0 bis 23 Uhr UTC (also von 1 bis 0 Uhr MEZ; TUhrzeit) ermittelt:
{\displaystyle T_{L}={\frac {1}{24}}(T_{0}+T_{1}+T_{2}+T_{3}+\dotsb +T_{23})}
Fehlen durch technischen Ausfall mehr als drei Stundenwerte, wird die Tagesmitteltemperatur alternativ aus den gemessenen Temperaturwerten zu den synoptischen Hauptterminen 0, 6, 12 und 18 Uhr UTC gebildet:
{\displaystyle T_{L}={\frac {1}{4}}(T_{0}+T_{6}+T_{12}+T_{18})}

## Berechnung bis zum 31. März 2001
Bis zum Jahr 1900 bestanden in den deutschen Ländern und deren Klimadiensten mehrere unterschiedliche Berechnungsvorschriften (bayerische Formel, sächsische Formel usw.; bis 1886 auch eigene preußische Formel, ab 1887 Umstellung auf Mannheimer Formel). Von 1901 bis 31. März 2001 wurde die Tagesmitteltemperatur eines Ortes meist aus drei Temperaturmessungen am Tag ermittelt; lediglich die Deutsche Seewarte mit Sitz in Hamburg hielt innerhalb ihres Zuständigkeitsbereiches noch bis Ende 1935 an ihrer eigenen Formel zur Tagesmittelbildung (sog. Seewartenformel) fest. Die Uhrzeiten für die ab 1936 einheitlichen, damals manuellen Temperaturablesungen wurden Mannheimer Stunden genannt und waren im deutschsprachigen Raum über viele Jahrzehnte hinweg um 7, 14 und 21 Uhr Mittlerer Ortszeit (innerhalb der Sommerzeit jeweils + 1 Std.). Der 21-Uhr-Wert wurde dabei doppelt gewertet und die Summe der vier Werte durch 4 geteilt.
Die Berechnung der Tagesmitteltemperatur erfolgt damit nach der Formel
{\displaystyle T_{L}={\frac {1}{4}}(T_{7}+T_{14}+2T_{21})}
vorgenommen. (Die als T7, T14 und T21 in der Formel angegebenen Uhrzeiten entsprechen hier den Zeiten 7, 14 und 21 Uhr.) Die Formel geht zurück auf Ludwig Friedrich Kämtz (1831).
Je nach Land kam es allerdings zu Abweichungen der Ablesetermine: So wurde die Tagesmitteltemperatur beispielsweise in der ehemaligen DDR zwischen 1967 und 1990 meist aus 4 bzw. 8 Terminen berechnet. Im Jahr 1987 wurden die Termine vom Deutschen Wetterdienst aus praktischen Gründen auf 6:30, 13:30 und 20:30 Uhr Weltzeit verlegt (ab 1. Januar 1991 auch mit Gültigkeit für die neuen Bundesländer), damit alle Stationen die Werte zur gleichen Zeit ablesen. Die obige Formel behielt jedoch weiterhin ihre Gültigkeit. Während nebenamtliche Beobachter mit analogem Instrumentarium auch noch nach dem 1. April 2001 zu den genannten drei Terminen pro Tag beobachteten, werden sie im hauptamtlichen Messnetz seitdem nur noch an mit Fachpersonal besetzten DWD-Klimareferenzstationen verwendet, an denen mittels konventioneller Analoginstrumente manuelle Parallelbeobachtungen zur automatisierten elektronischen Temperaturmessung erfolgen.
Da dieses Verfahren Nächte mit starker Auskühlung zu schwach berücksichtigt, waren weiterhin Thermoisoplethendiagramme, die den durchschnittlichen Tages- und Jahresgang der Temperatur eines Ortes darstellen, interessant. Die dazu benötigten Daten mussten vor der Einführung automatischer Messsysteme aus analogen Registriergeräten abgelesen werden.

## Beispiele
| Ort    | Basel | Bern | Davos | Genf | Jungfraujoch | Lugano | Magadino | Samedan | St. Gallen | Zürich |
| Januar | 0,9   | −1,0 | −5,3  | 1,0  | −13,6        | 2,6    | 0,2      | −9,4    | −1,1       | −0,5   |
| Juli   | 18,5  | 17,5 | 11,8  | 19,3 | −1,2         | 21,1   | 20,6     | 11,2    | 16,2       | 17,6   |